# Saurida grandisquamis
Saurida grandisquamis är en fiskart som beskrevs av Günther, 1864. Saurida grandisquamis ingår i släktet Saurida och familjen Synodontidae. Inga underarter finns listade i Catalogue of Life.